# Агашино
Агашино — деревня в Белозерском районе Вологодской области.
Входит в состав Гулинского сельского поселения, с точки зрения административно-территориального деления — в Гулинский сельсовет.
Расположена на берегу Азатского озера. Расстояние по автодороге до районного центра Белозерска составляет 40 км, до центра муниципального образования деревни Никоновская — 10 км. Ближайшие населённые пункты — Звоз, Лундино, Орлово, Прибой.
Население по данным переписи 2002 года — 6 человек.